# 1378 Leonce
Az 1378 Leonce (ideiglenes jelöléssel 1936 DB) a Naprendszer kisbolygóövében található aszteroida. Fernand Rigaux fedezte fel 1936. február 21-én.